# Frédéric Bastiat
Claude Frédéric Bastiat (ur. 30 czerwca 1801 w Bajonnie, zm. 24 grudnia 1850 w Rzymie) – francuski ekonomista wolnorynkowy, filozof i polityk. Zasłynął z tego, iż krytykował poglądy socjalizmu za pomocą przemawiających do wyobraźni czytelnika prostych przykładów (por. metafora zbitej szyby oraz petycja producentów świec). Jest uważany za jednego z prekursorów austriackiej szkoły ekonomii.

## Życiorys
Claude Frédéric Bastiat był francuskim ekonomistą, legislatorem i pisarzem, który specjalizował się w dziedzinie prywatnej własności, wolnych rynków i ograniczonego rządu. Głównym przesłaniem płynącym z prac Bastiata jest stwierdzenie, że wolny rynek jest naturalnym źródłem „harmonii ekonomicznej” jednostek tak długo, jak rząd jest ograniczony do ochrony życia, wolności i własności obywateli, a więc ochrony przed kradzieżą lub agresją. Dla Bastiata przymus władzy był legitymizowany wyłącznie, jeśli służył „zapewnieniu nietykalności osobistej, wolności i praw własności i zaprowadzaniu tym samym sprawiedliwych rządów”.
Bastiat kładł nacisk na funkcję wolnego rynku polegającą na koordynacji produkcji, ponieważ na jego sposób myślenia wpłynęła część pism Adama Smitha i wielkiego francuskiego ekonomisty wolnorynkowego Jeana-Baptiste’a Saya oraz François Quesnaya, Destutta de Tracy’ego, Charlesa Comte’a, Richarda Cantillona (który urodził się w Irlandii i wyemigrował do Francji) i Anne Roberta Turgota. Ci francuscy ekonomiści, prekursorzy nowoczesnej szkoły austriackiej, opracowali jako pierwsi koncepcję rynku jako dynamicznego, rywalizacyjnego procesu, związanej z tym wolnorynkowej ewolucji pieniądza, a także teorii wartości subiektywnej, prawa malejącej użyteczności marginalnej i przychodów marginalnych, teorii marginalnej produktywności przy wycenie zasobów, oraz daremności kontroli cen i generalnego interwencjonizmu państwowego.
Frédéric zachorował na gruźlicę, prawdopodobnie podczas jednej z podróży po Francji. Choroba ta uniemożliwiła mu dalsze publiczne przemawianie. Przed samą śmiercią, 24 grudnia 1850 roku, zdążył się wyspowiadać i przyjąć sakramenty. Ostatnie jego słowa brzmiały: „Widzę, wierzę, czuję – jestem chrześcijaninem”.

## Publikacje Bastiata w Polsce
- „Dzieła zebrane” 2009
- „Państwo” 2006 ; 2009
- „Co widać i czego nie widać” 2003; 2009
- „Prawo” 1986; 2003; 2009
- „Harmonie ekonomiczne” 1867; 2009
- „Przeklęty pieniądz” 1865; 2009
- „Matura i Socjalizm” 2014
- „Pamflety” 2016

## Publikacje Bastiata w języku polskim dostępne on–line
- „Prawo” (edycja 2007)
- „Prawo” (edycja 1998). ilk.lublin.pl. [zarchiwizowane z tego adresu (2011-10-15)].
- „Przeklęty pieniądz”
- „Harmonie ekonomiczne”
- „Rząd”
- „Mały wybór pism”
- „Petycja producentów świec”
- „Petycja producentów świec” (audio)
- „Teoria i praktyka”
- „Matura i Socjalizm”. bastiat.pl. [zarchiwizowane z tego adresu (2015-08-11)].

## Polemiki z Bastiatem
Frédéric Bastiat zawsze wytrwale i chętnie dyskutował ze zwolennikami socjalizmu, komunizmu i protekcjonizmu. Jedną z bardziej znanych polemik była wymiana listów pomiędzy F. Bastiatem a F.C. Chevé oraz P.J. Proudhonem – redaktorami „Głosu Ludu” („La Voix du Peuple”). Dotyczyła ona pomysłu darmowego kredytu, którego domagali się francuscy socjaliści.
Oponenci wymienili razem 14 listów, z czego 5 zostało przetłumaczonych na język polski.